# プレアデス星団
- プレアデス星団
- プレヤデス星団

プレアデス星団（プレアデスせいだん、Pleiades）、またはプレヤデス星団は、おうし座の散開星団である。メシエカタログでの名称はM45。和名はすばる。
冬を中心に秋から春先にかけて観測できる。肉眼でも輝く5–7個の星の集まりを見ることができ、双眼鏡で観測すると数十個の青白い星が集まっているのが見える。比較的近距離にある散開星団であるため狭い範囲に小さな星が密集した特異な景観を呈しており、このため昔から多くの記録に登場し、各民族で星座神話が作られてきた。
1769年にメシエカタログの45番に加えられた。メシエカタログは3回に分けて刊行されたが、M45は1回目のカタログに記載された最後の天体である。
約6千万-1億歳と若い年齢の青白い（高温の）星の集団である。核融合の反応速度が速いため寿命は比較的短いと予想されている。星団を構成する星の周囲に広がるガスが青白く輝いているのは、星々とは元々関係のない星間ガスが星団の光を反射しているためである。

## 構成

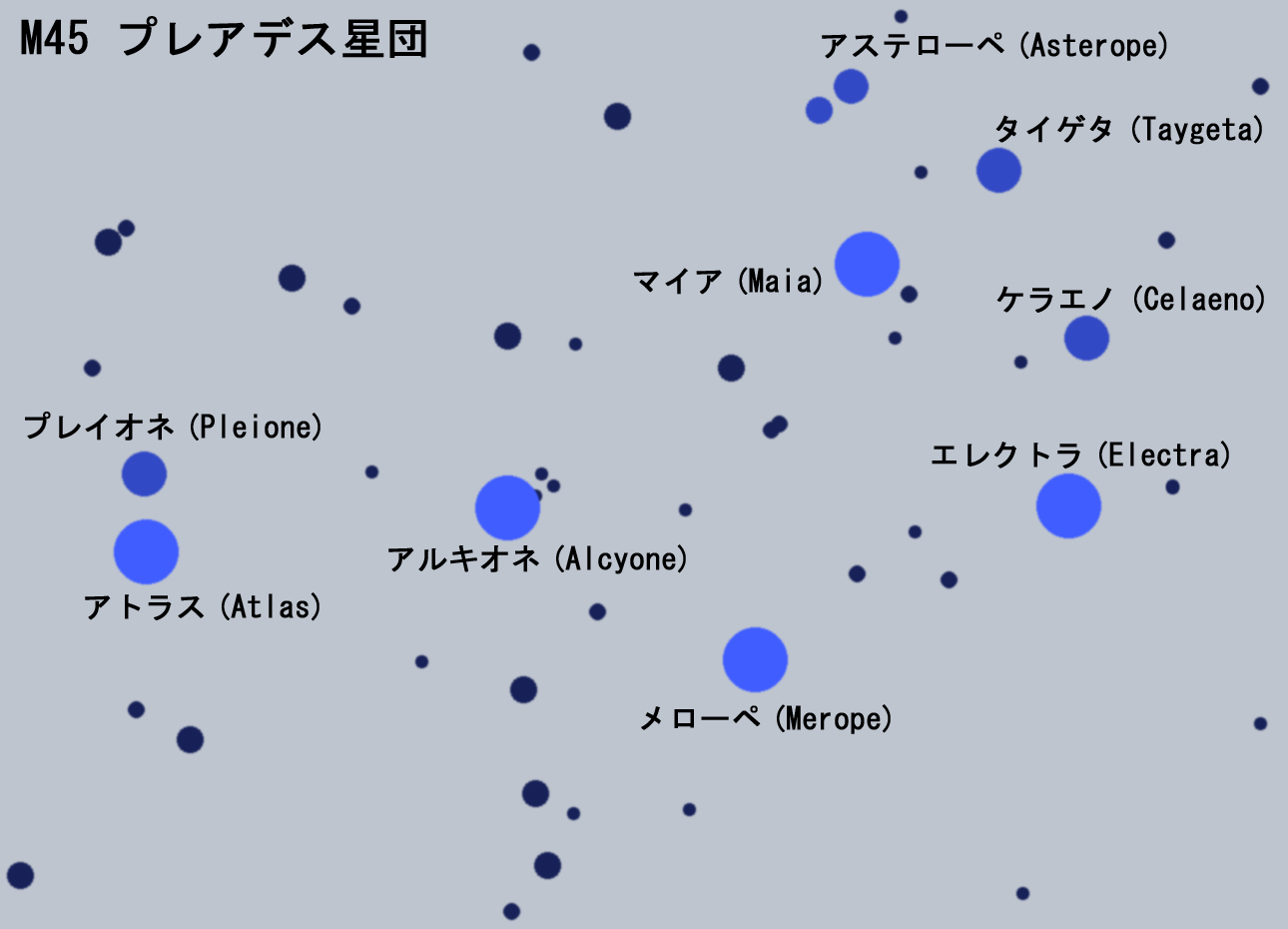
プレアデス星団の構成

プレアデス星団を構成する星のうち、以下の主要な明るい星にはギリシア神話のプレイアデス7姉妹、その両親アトラースとプレーイオネーの名が付いている。プレアデス星団にまつわるギリシア神話の内容については当該項目を参照。
| 名前           | 綴り        | 符号 | 等級     | 解説 |
| -------------- | ----------- | ---- | -------- | --- |
| アルキオネ     | Alcyone     | 25=η | 2.87     | 星団の中では一番明るい。トレミーやアル・スーフィーが記録した4個の星のうちにこの星がないため、当時より増光したとする説がある。 |
| アトラス       | Atlas       | 27   | 3.63     | |
| エレクトラ     | Electra     | 17   | 3.70     | |
| マイア         | Maia        | 20   | 3.87     | |
| メローペ       | Merope      | 23   | 4.18     | |
| タイゲタ       | Taygeta     | 19   | 4.30     | |
| プレイオネ     | Pleione     | 28   | 5.09 var | |
| HD 23985       | -           | -    | 5.23     | |
| HD 23753       | -           | -    | 5.44     | |
| ケラエノ       | Celaeno     | 16   | 5.46     | |
| アステローペI  | Asterope I  | 21   | 5.76     | |
|                | -           | 18   | 5.65     | |
|                | -           | 33   | 6.05     | |
| HD 23950       | -           | -    | 6.07     | |
| HD 23923       | -           | -    | 6.17     | |
| HD 24802       | -           | -    | 6.19     | |
|                | -           | 24   | 6.29     | |
| HD 24368       | -           | -    | 6.34     | |
| アステローペII | Asterope II | 22   | 6.430    | |

## 観測
通常の視力の人が好条件のもとで、6 - 7個の星を数えることができる。大変視力が鋭い人が25個もの星を肉眼で見たとする記録が残されている。過去にイギリスのTV放送でアンケートを取ったところ、73%は6 - 8個だったという。ホメーロスは6個、トレミーは7個、アル・スーフィーは5 - 7個、ジョン・ハインドは7個見えたと記している。望遠鏡を使えば飛躍的に星数も増し、ガリレオは36個の星を見ている。
後述する古代中国の星図ではプレアデスを表す「昴」は7つとされ、日本では六連星（むつらぼし）の名がある。
双眼鏡で美しく見ることができる。望遠鏡で低倍率を超えると星団としてのまとまりは無くなって見えるが、口径10cmの望遠鏡では星団の背後にある散光星雲が見えてくる。23番星を囲む散光星雲は、1859年にテンペルが口径10cmの望遠鏡で発見した。「鏡の上に息をかけたときにできるような、にじんだ光が見える。大きさは約35'×20'で、23番星の南から広がっている。新彗星かと思ったが、次の日にも同じ所に見えていた」と記している。1875年ミラノ天文台のスキャパレリは星雲が23番星から17番星、16番星まで広がっているのを確認した。ウェッブは「口径2インチで見え、11インチでは見えない。大口径では見えないが、時折どうにか見える。しかし、ファインダーではよく見える」としている。

## 名称・神話

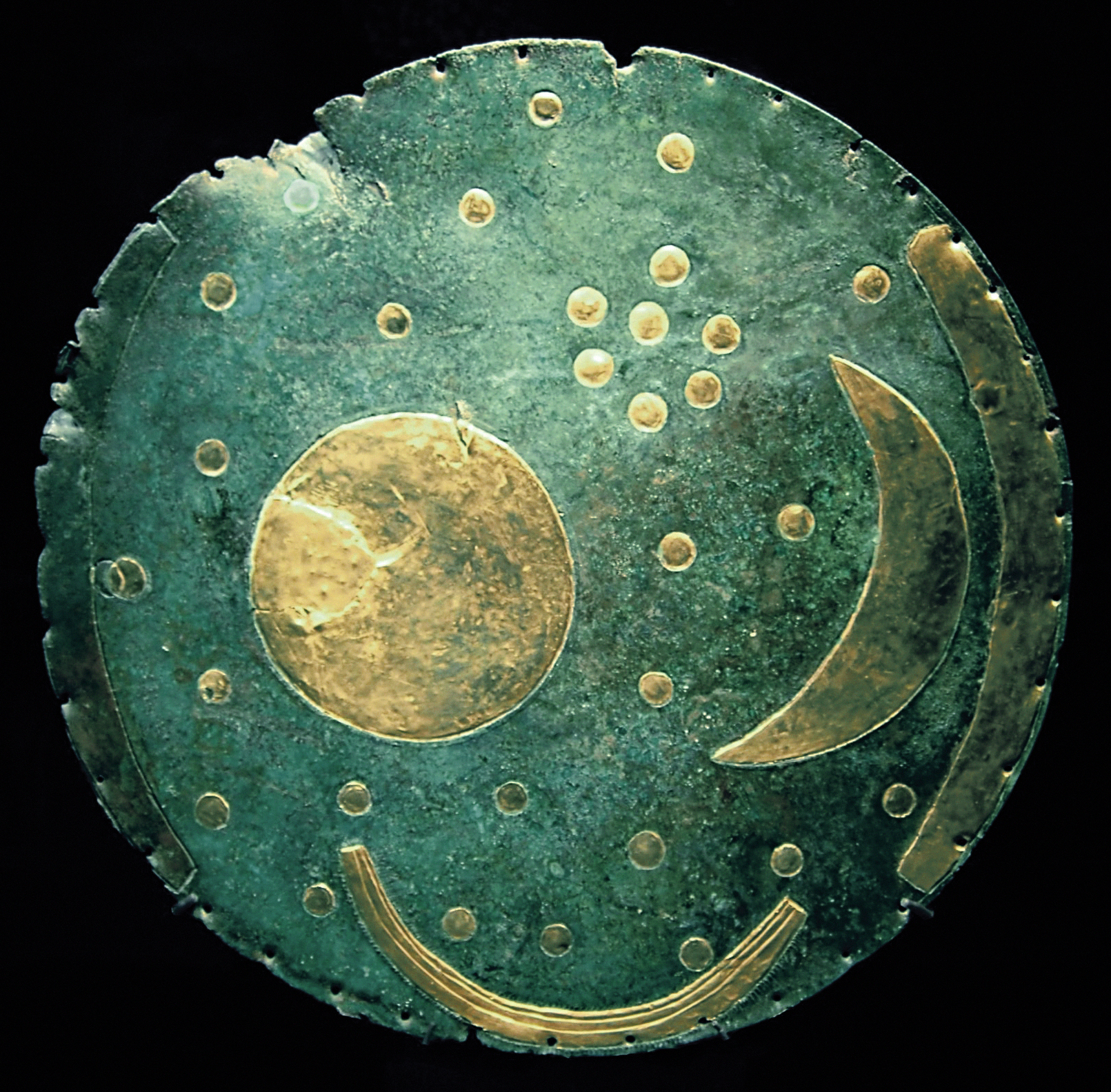
紀元前1600年頃のネブラ・ディスク。中心から右上の点の集まりがプレアデス星団だと信じられている。

プレアデス星団は肉眼でも見ることが出来る明るい星々の集まりであり、様々な文化で人々の興味を引き、聖書や伝説、民話、星座物語に登場し、数々の名称を持つ。

### ギリシア神話
プレアデス星団の名前は、ギリシア神話に由来し、巨人アトラースとニンフのプレーイオネーの間に生まれたプレイアデス7人姉妹(アステロペー、メロペー、エーレクトラー、マイア、ターユゲテー、ケライノー、アルキュオネー)を指している。プレイアデスは女神アルテミスに仕えていた。
また、同じくおうし座にあるヒアデス星団のヒュアデスの7姉妹は、アトラースとアイトラーの娘たちであり、プレイアデス姉妹とは異母姉妹の関係である。このため、西欧では「七人の姉妹」あるいは「七人の乙女」の名が通っている。ギリシャでは「ぶどうの房」という名もある。

### 中国
中国では昴（ぼう）と呼ばれる。星官（中国の星座）としては、17番星、19番星、20番星、21番星、23番星、η星、27番星の7つの星が昴を構成する。
昴を中心とした領域は、天の赤道帯を二十八分に区分した二十八宿の1つの昴宿である。

### 日本
日本では古来、プレアデス星団をすばる（昴）と呼んだ。他にも地方によって、「六連星(むつらぼし)」や「羽子板星」などと呼ばれている。その他日本各地で多くの方言が見つかっている。
「すばる（統ばる）」または「すまる（統まる）」という言葉は元来他動詞「すべる（統べる）」に対する自動詞形であり、「統一されている」「一つに集まっている」という意味をもつ。玉飾を糸でひとくくりとしたものを『万葉集』で「須売流玉（すまるのたま）」、『日本紀竟宴和歌』で「儒波窶玉（すばるのたま）」などと呼んだのと同様の用法である。
その後、中国でプレアデス星団を指す昴宿から「昴」を当てた。
奈良時代に成立したとされる『丹後国風土記』逸文に「其七豎子者（七人の童子）、昴星也。其八豎子者、畢星也」という記述があり、それぞれ隣り合っているプレアデス星団、アルデバランとヒアデス星団の事と見られる。伊勢神宮皇大神宮摂社の棒原神社には昴に由来するとされる天須婆留女命御魂が御前神と共に祭られている。
日本でプレアデス星団について言及した最古の記録は、平安時代に醍醐天皇皇女勤子内親王の命で作成された百科事典『和名類聚抄』だと考えられている。この中で、昴星の和名は須波流と記されている。
ほかに、清少納言の著した『枕草子』の一節（第236段）が有名である。
｢すばる｣や｢すまる｣という名前を呼ぶ地域の南限は鹿児島県のトカラ列島であり、トカラ列島より南ではブリブシ(群れ星)、ナナツブシ(七つ星)などと呼ばれる。

### ポリネシア
ニュージーランドのマオリは、プレアデス星団をマタリキ（Matariki 、「小さな目」の意）と呼ぶ。ポリネシア祖語形は *mata liki。海の民にとって、星座の識別は夜の航海に欠かせないものだった。また、マオリの人々は、プレアデス星団が見えるようになる時期を新年の基準としており、マタリキには新年という意味もある。
ハワイ語では「マカリイ」（Makali'i ）と呼ばれる。1994年にハワイ島で建造された航海カヌーの船名ともなっている。

### 聖書
ヨブ記38章31節には「あなたはプレアデスの鎖を結ぶことができるか。オリオンの綱を解くことができるか。」という文章がある。

### その他
アラブでは「群衆」や「小さきもの」、フランスでは「雛箱」、ドイツでは「とやについた牝鶏」、イタリアでは「小さな牝鶏」、スペインでは「小さな牝山羊」、イギリスでは「七人の乙女」の他「ひよこと牝鶏」とも呼ばれている。アラビア人はプレアデス星団を中心に、カシオペヤ座を右手、くじら座の尾部を左手として、両手を開いてこちらにつかみかかってくるような巨大な星列を「プレアデスの両手」と呼んでいた。

## 歴史
ヘーシオドスは夏の間、40日も太陽の後ろ側に隠されることに注目した。プレアデス星団が、太陽から離れ、初めて暁の東天の地平線に姿を現す天体現象は古代には重要な出来事であるとされた。ガイウス・ユリウス・カエサルは5月の暦にこの日を記した。

## 関連する星雲
- IC 349 - 23番星を囲んでいる[8]。
- NGC 1435（メローペ星雲）[9] - IC 349を囲んでいる[8]。
- NGC 1432（Maia Nebula）[8] - 20番星を囲んでいる[8]。

この他にも、η星を囲んでいる星雲などがある。

## ギャラリー

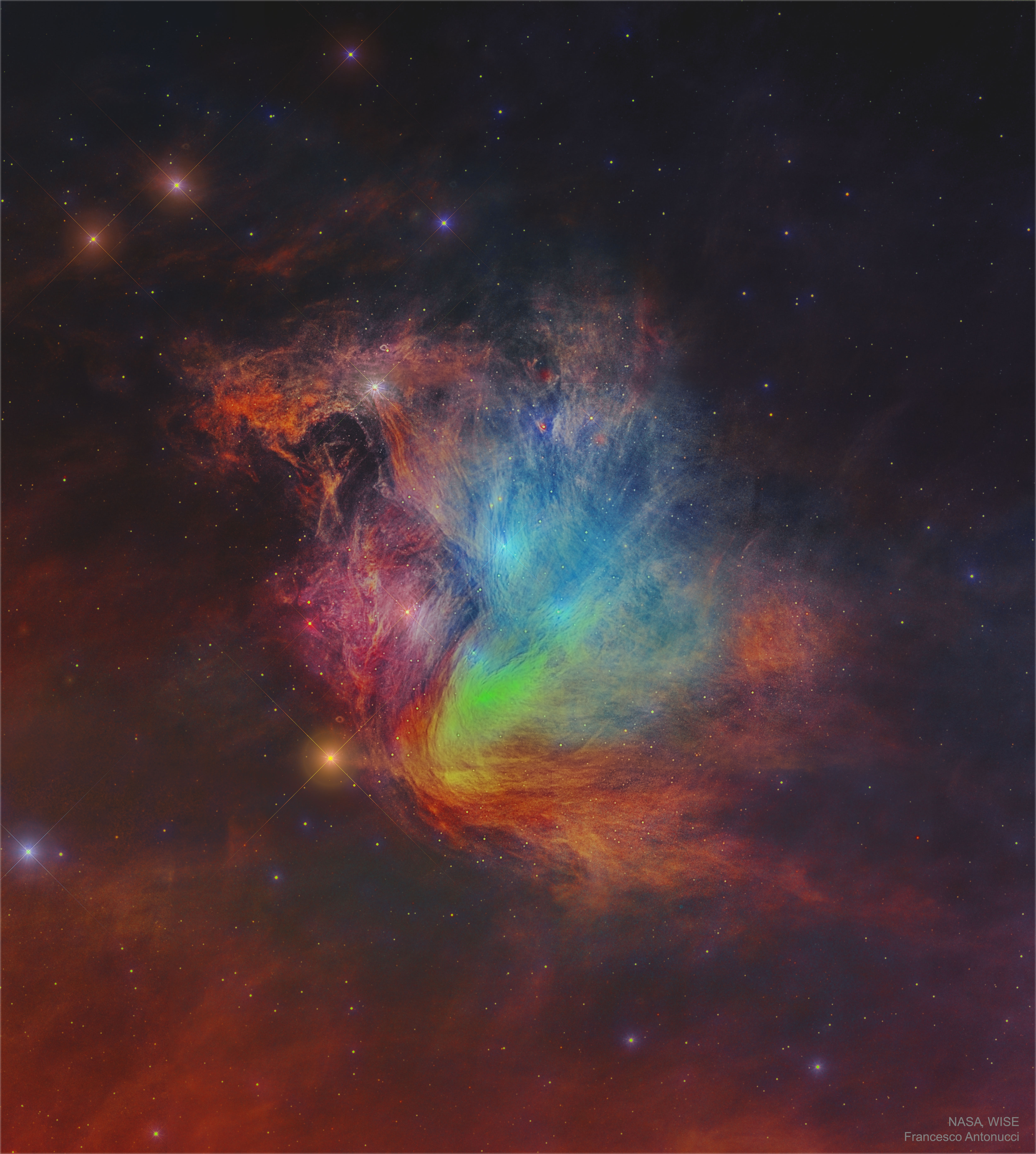
3つの赤外線を可視光にマッピングした画像。WISE撮影